# Rozetki Homera Wrighta

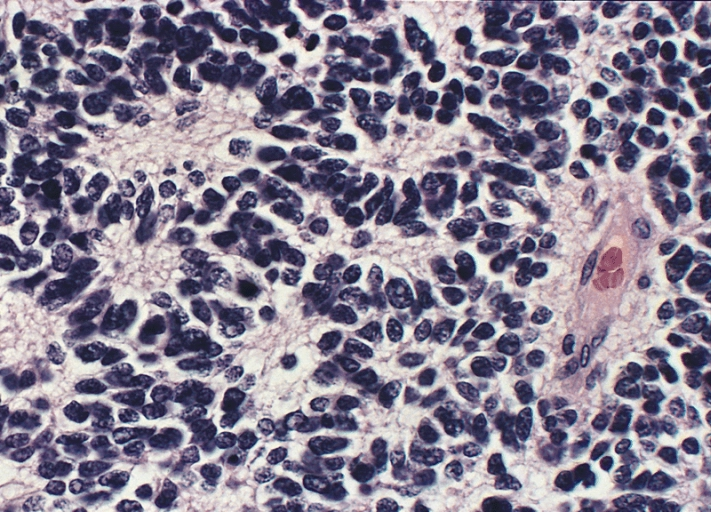
Rozetki Homera Wrighta w preparacie nerwiaka zarodkowego. Barwienie H-E

Rozetki Homera Wrighta (ang. Homer Wright rosettes) – grupy komórek nowotworowych tworzących uporządkowane układy przypominające rozetki (właściwie określane pseudorozetkami). Opisywane w nerwiakach zarodkowych (neuroblastoma), rdzeniakach (medulloblastoma) guzach PNET (primitive neuroectodermal tumor), szyszyniakach zarodkowych (pineoblastoma). Donoszono o stwierdzeniu rozetek Homera Wrighta w wyściółczakach. Opisał je w 1910 roku James Homer Wright.